# Рещиков, Николай Петрович
Николай Петрович Рещиков (17 (29) ноября 1853—1918) — генерал-лейтенант Российской императорской армии (1910). Участник русско-турецкой и Первой мировой войн. В 1915—1916 годах был командиром 35-го армейского корпуса. В 1915 году был награждён орденом Святого Георгия.

## Биография
Родился 17 (29) ноября 1853 года в Московской губернии. После окончания 2-й Московской военной гимназии, 5 августа 1870 года, поступил на службу в Российскую императорскую армию. В 1872 году окончил 3-е военное Александровское училище, из которого был выпущен в чине прапорщика со старшинством с 21 июня 1872 года и распределён служить в 3-й пехотный Нарвский полк. В чин подпоручика был произведён со старшинством с 4 сентября 1873 года, в чин поручика — со старшинством с 13 июля 1876 года.
Принимал участие в русско-турецкой войне 1877—1878 годов. С 15 мая 1877 года по 1 октября 1878 года был командиром роты в том же пехотном полку, позже пребывание на этой должности было зачтено ему как отбывание строевого ценза. С 16 июня 1879 года служил в 33-м пехотном резервном кадровом батальоне. В штабс-капитаны был произведён со старшинством с 18 июля 1879 года.
В 1886 году окончил Николаевскую военную академию по 1-му разряду; был причислен к Главному штабу и назначен служить в Омский военный округ. Получил 21 марта 1886 года старшинство в чине капитана.
С апреля 1888 года служил в Казанском военном округе. С 25 ноября 1886 года по 22 марта 1887 года находился на должности старшего адъютанта штаба 2-й пехотной дивизии, затем с 22 марта 1887 года по 16 января 1888 года занимал ту же должность в штабе 15-го армейского корпуса. С 16 января 1888 года по 1 июля 1892 года был прикомандирован к Оренбургскому казачьему юнкерскому училищу, где преподавал «военные науки»; 30 августа 1890 года получил старшинство в чине подполковника. В июле 1892 года — феврале 1894 года находился на должности штаб-офицера для поручений при Казанском военном округе, затем до 2 апреля 1898 года занимал ту же должность в 58-й резервной бригаде; в мае — сентябре 1894 года, отбывал цензовое командование на должности командира Котельнического резервного батальона. В 1894 году «за отличие» был произведён в полковники со старшинством с 30 августа 1894 года. Со 2 апреля 1898 года по 5 июня 1901 года занимал должность начальника штаба 18-й пехотной дивизии, затем до 10 мая 1904 года был командиром 175-го пехотного Батуринского полка.
С 10 мая 1904 года, получив «за отличие» старшинство с присвоением чина генерал-майора, до 7 июля 1908 года был генералом для особых поручений при командующем Киевским военным округом, затем до 12 июля 1910 года занимал должность начальника штаба 9-го армейского корпуса; 12 июля 1910 года «за отличие» получил старшинство с присвоением чина генерал-лейтенанта и был назначен начальником 24-й пехотной дивизии.
Во время Первой мировой войны, 14 августа 1914 года участвовал в бою близ Уздау; 18 августа был контужен в правое бедро. С 19 апреля 1915 года занимал должность командира 35-го армейского корпуса, но, в связи с ухудшившимся состоянием здоровья, с 15 мая 1916 года был назначен состоять в резерве чинов при штабе Петроградского военного округа.
С 1 мая 1917 года был уволен со службы «с мундиром и пенсиею».
После отставки жил в деревни Кусково Московской губернии, где и скончался в 1918 году.

## Награды
В числе наград Н. П. Рещикова:
- Орден Святого Георгия 4-й степени (Высочайший приказ от 21 июня 1915)
— «за то, что 5-го ноября 1914 года у гор. Лодзи и в последующий затем период Лодзинской операции, мужественно и талантливо руководил боем вверенной ему дивизии под сильным и действительным огнём противника и оказал помощь своим войскам, находившимся в трудном положении»;
- Орден Святого Владимира 2-й степени с мечами (Высочайший приказ от 26 февраля 1915);
- Орден Святого Владимира 3-й степени (1900);
- Орден Святого Владимира 4-й степени с бантом (1898);
- Орден Белого орла с мечами (Высочайший приказ от 9 апреля 1915)
- Орден Святой Анны 1-й степени (Высочайший приказ от 6 декабря 1912); мечи и бант к ордену (утверждены Высочайшим приказом от 22 сентября 1915);
- Орден Святой Анны 2-й степени (1893);
- Орден Святой Анны 3-й степени (1883);
- Орден Святого Станислава 1-й степени (1906);
- Орден Святого Станислава 2-й степени (1889);
- Орден Святого Станислава 3-й степени (1880).

## Семья
Николай Петрович Рещиков состоял в браке с Марией Романовной (в девичестве — Глыбовской), которая была дочерью статского советника. В этом браке родилось 6 детей:
- Яков (28 декабря 1880 — 8 марта 1953, Дорнштадт, Германия) — в 1898 году окончил Оренбургский Неплюевский кадетский корпус, а в 1898 году Михайловское артиллерийское училище. Подполковник Российской императорской армии, был командиром роты Морской крепости Императора Петра Великого. После Октябрьской революции служил в Вооружённых силах Юга России, где был произведён в полковники. Эмигрировал в Польшу, затем в Югославию. Работал воспитателем в Донском и Первом русском кадетских корпусах. В 1945 году переехал в Германию. Состоял в браке[5].
- Иван (14 декабря 1881, Москва — после 24 ноября 1937) — получил среднее образование, в октябре 1937 года был арестован по обвинению в контрреволюционной деятельности, а ноябре того же года приговорён к 10 годам исправительно-трудовых лагерей. Был реабилитирован 31 мая 1989 года[6].
- Владимир (3 июля 1884 — после 1942) — в 1904 году окончил Елисаветградское кавалерийское училище. Служил в 11-м гусарском полку, полковник. После Октябрьской революции служил в Вооружённых силах Юга России, затем эмигрировал в Югославию. Работал в Донском кадетском корпусе. Затем служил в Русском корпусе. Был женат на Виктории Васильевне (1900 — 21 июля 1942, Белгород)[5].
- Татьяна (8 февраля 1886 — ?).
- Мария (7 июня 1887 — ?).
- Илья (10 января 1890 —?).